# Долина (Донецкая область)
Доли́на (укр. Долина) — село в Святогорской городской общине Краматорского района Донецкой области Украины.

## Общие сведения
Население по переписи 2001 года составляет 557 человек. Почтовый индекс — 84140. Телефонный код — 626.

## Географическое положение
Расположено на трассе Киев — Харьков — Должанский на границе Харьковской и Донецкой областей.
За 14 км от центра общины и за 38 км от города Краматорск.

## Происхождение названия
Ранее — Голая Долина, по местности — долина практически без высокорослой растительности между холмами Донецкого кряжа, поросшими лесом. Слово «голая» из названия было исключено в преддверии празднования 25-летия Победы как «неполиткорректное».

## История
В период ВОВ при неудачной наступательной Харьковской операции советские войска столкнулись с прочной обороной, при попытках прорвать которую гибли целые подразделения.
17 июля 2020 года, в результате административно-территориальной реформы и ликвидации Славянского района, село вошло в состав Краматорского района.

## Экономика
- СООО «Долина»
- Участок геологоразведочной экспедиции
- Рыбхоз

## Объекты социальной сферы
- Школа
- Детсад
- Магазины
- Кафе
- АЗС

## Достопримечательности
- Мемориал советским воинам, погибшим в годы ВОВ.
- Свято-Георгиевский скит Святогорской Успенской лавры УПЦ МП.